# Tejeda
Tejeda és un municipi de l'illa de Gran Canària, a les illes Canàries. El terme municipal abasta la denominada caldera de Tejeda, una formació d'origen volcànic solcada per abruptes barrancs en la qual s'erigeixen dos roques que són els símbols geològics de l'illa: el Roque Nublado i el Roque Bentayga.

## Història
El topònim té un origen amazic. En l'actual municipi es va desenvolupar una agrupació indígena amb centre en el roque Bentayga, graner-fortalesa des de la qual es controlava la caldera de Tejeda al complet. Aquest lloc va ser un dels últims focus de resistència durantes les batalles que es van lliurar per a la conquesta de l'illa, suportant un setge de diverses setmanes.
El municipi va tenir sortida al mar fins a l'any 1815, quan la part sud del municipi s'escindeix administrativament de Tejeda, passant a formar un municipi independent amb la denominació de Mogán. L'escassesa de l'aigua per al regadiu, ha estat una dificultat per al creixement econòmic, i el desenvolupament d'una activitat agrícola que permetés l'establiment d'un nucli de població encara major. La forma geològica de la vall permet que l'aigua recollida durant l'hivern aboqui ràpidament en direcció oest, cap al municipi de La Aldea de San Nicolás però la cota en la qual es troba el poble no permet un millor aprofitament de l'aigua per als cultius locals.

## Evolució de la població
| Any  | Població | Densitat       |
| ---- | -------- | -------------- |
| 1991 | 2.361    | 22,85 hab/km²  |
| 1996 | 2.552    | 24,7 hab/km²   |
| 2001 | 2.400    | 23,3 hab/km²   |
| 2002 | 2.402    | 23,25 hab/km²  |
| 2003 | 2.351    | 22,76 hab/km²  |
| 2004 | 2.374    | 22,73 hab/km²  |
| 2006 | 2.286    | 22,13 hab/km²  |
| 2007 | 2.239    | 21,158 hab/km² |

## Barris i Pagos
- La Culata
- El Carrizal
- El Juncal
- El Rincón
- El Roque
- Peña Rajada
- Juán Gómez
- La Crucita
- La Higuerillla
- El Chorrillo
- El Espinillo
- Timagada
- La Degollada
- La Solana
- La Tosca
- El Majuelo
- El Fondillo
- Lomo de Los Santos
- Lomito de las Lajas
- Casas del Lomo
- La Casa de la Huerta
- La Cruz Blanca
- Cuevas Caídas